# Sankt Peter ob Judenburg
Sankt Peter ob Judenburg là một đô thị thuộc huyện Judenburg trong bang Steiermark, nước Áo. Đô thị Sankt Peter ob Judenburg có diện tích 50,36 km², dân số cuối năm 2005 là 750 người.